# Bayan District
Bayan District (indonesiska: Kecamatan Bayan) är ett distrikt i Indonesien.   Det ligger i provinsen Nusa Tenggara Barat, i den sydvästra delen av landet, 1 100 km öster om huvudstaden Jakarta. Bayan District ligger på ön Lombok Island.